# مايك ماكدونالد (لاعب كرة قدم أمريكية)
مايك ماكدونالد (بالإنجليزية: Mike McDonald) هو لاعب كرة قدم أمريكية أمريكي، ولد في 22 يونيو 1958 في شمال هوليوود ‏ في الولايات المتحدة.

## وصلات خارجية
- مايك ماكدونالد على موقع مرجع كرة القدم المحترفة.كوم (الإنجليزية)